# Ленг Х.
Епизода Ленг Х. је 1. епизода 3. сезоне серије "МЗИС: Лос Анђелес". Премијерно је приказана 20. септембра 2011. године на каналу ЦБС.

## Опис
Сценарио за епизоду је писао твора сеирје "МЗИС: Лос Анђелес" Шејн Бренен, а режирао ју је Тони Вармби.
Екипа за специјалне пројекте путује у Румунију да тражи Хети док се суочава са историјом мафијашке породице Комеску и њиховом повезаности са Каленом. Хети се суочава са Алексом, шефицом породице Комсеку и открива да је Каленов деда био агент ОСП-а и да је побио неколико чланова породице. Комескуови су узвратили, убили су Каленову мајку, али оставили су Калена и његову сестру живе. У међувремену, Ерик и Нел откривају да је Лорен Хантер, привремени управник операција, члан породице Комеску. На крају је откривено да је Хантерова преузела идентитет Итаке Вадим - члана породице која се удаљила од њих - да би се убацила у породицу Комеску. Остали чланови екипе нису свесни њене праве верности све док не убије Алексу и не узме лаптоп од Комескуових. Епизода се завршава висећом судбином кад остали схвате да је Хети упуцала Алекса. Хети пада на земљу и њена судбина је непозната.
У овој епизоди се појављује директор Леон Венс. 

## Ликови

### Из серијеМЗИС: Лос Анђелес
- Крис О’Донел као Гриша Кален
- Данијела Руа као Кензи Блај
- Ерик Кристијан Олсен као Мартин А. Дикс
- Берет Фоа као Ерик Бил
- Рене Фелис Смит као Нел Џоунс
- Линда Хант као Хенријета Ленг
- Џејмс Тод Смит као Семјуел Хана

### Из серијеМЗИС
- Роки Керол као Леон Венс